# Elatostema jianshanicum
Elatostema jianshanicum är en nässelväxtart som beskrevs av Wen Tsai Wang. Elatostema jianshanicum ingår i släktet Elatostema och familjen nässelväxter. Inga underarter finns listade i Catalogue of Life.